# Seleção Boliviana de Handebol Masculino
A Seleção Boliviana de Handebol Masculino é a equipe que representa a Bolivia nas competições internacionais de handebol organizadas pela Confederação Sul e Centro Americana de Handebol (SCAHC), pela Federação Internacional de Handebol (IHF) e pelo Comitê Olímpico Internacional (COI), e é governada pela Federacion Boliviana de Handball. A Bolívia participou de 2 edições do Campeonato Sul e Centro-Americano de Handebol Masculino em 2020 e 2022.

## Competições

### Campeonato Sul e Centro-Americano de Handebol Masculino
| Ano  | Fase                | Posição | JG | V | E | D | GF | GS  | DF   |
| ---- | ------------------- | ------- | -- | - | - | - | -- | --- | ---- |
| 2020 | Primeira fase       | 6º      | 5  | 0 | 0 | 5 | 32 | 318 | −286 |
| 2022 | Decisão de 5º ao 7º | 7º      | 3  | 0 | 0 | 3 | 33 | 151 | -118 |

### Campeonato das Nações Emergentes da América do Sul e Central da IHF
| Ano  | Fase                  | Posição | JG | V | E | D | GF  | GS  | DF  |
| ---- | --------------------- | ------- | -- | - | - | - | --- | --- | --- |
| 2018 | Torneio de consolação | 10º     | 5  | 1 | 0 | 4 | 119 | 157 | -38 |

### Jogos Sul-Americanos
| Ano             | Fase          | Posição | JG | V | E | D | GF | GS  | DF   |
| --------------- | ------------- | ------- | -- | - | - | - | -- | --- | ---- |
| Cochabamba 2018 | Primeira fase | 7º      | 4  | 0 | 0 | 4 | 49 | 214 | -165 |

### Jogos Bolivarianos
| Ano              | Fase          | Posição | JG | V | E | D | GF | GS  | DF   |
| ---------------- | ------------- | ------- | -- | - | - | - | -- | --- | ---- |
| Santa Marta 2017 | Primeira fase | 7º      | 4  | 0 | 0 | 4 | 49 | 214 | -165 |